# محطة قطار المالح
محطة قطار المالح هي محطة سكة حديد جزائرية تقع في بلدية المالح، بولاية عين تموشنت. وتديرها الشركة الوطنية للنقل بالسكك الحديدية.

## موقعها في الشبكة الحديدية
تقع محطة القطار على خط السانية - بني صاف حيث تسبقها محطة قطار حاسي الغلة وتتبعها محطة قطار شعبة اللحم .

## تاريخ
أثناء فترة الاستعمار الفرنسي للجزائر، كانت المحطة تسمى محطة ريو سالادو (Rio-Salado).

## خدمة الركاب

### الإستقبال
تخدم محطة قطار المالح القطارات الإقليمية على خط وهران - بني صاف  .

### مقالات ذات صلة
- الخط من السانية إلى بني صاف
- قائمة محطات القطارات في الجزائر

### روابط خارجية
- "ش.و.ن.س.ح". الشركة الوطنية للنقل بالسكك الحديدية. مؤرشف من الأصل في 2025-05-05..